# Ngwane V
Bhunu Dlamini couronné sous le nom de Ngwane V (1876 - 10 décembre 1899) est roi du Swaziland de février 1895 jusqu'à sa mort.

## Biographie
Fils de Mbandzeni Dlamini IV, il accède au pouvoir après une période de régence. Son règne éphémère est marqué par des tensions continues avec l'Empire britannique et les Boers de la République sud-africaine du Transvaal et de l'état libre d'Orange.
Le souverain est poursuivi dans un procès pour sa participation supposée à l'assassinat de l'indvuna Mbhabha Nsibandze. Il n'est pas reconnu coupable pour le crime mais doit payer des frais importants et une lourde amende à l'issue du procès.
Le 10 décembre 1899, le monarque, âgé de 23 ans, meurt subitement lors de la cérémonie de l'Incwala.
Son fils Sobhuza II lui succède en 1921 après une période de régence de Labotsibeni Mdluli (1899-1921).